# 環状運転
環状運転（かんじょううんてん）とは、公共交通機関において、おおよそ円形状もしくは楕円状に1周する形で運行すること。
鉄道・バスで行われている。バスでは「循環運転」とも称する。
運転方向については、複線の環状線上では、日本においては「右回り・左回り」（時計回り・反時計回り）、もしくは「外回り・内回り」と称する。「右回り・左回り」と「外回り・内回り」の対応については、複線区間で列車が左側通行・右側通行のどちらであるかに依存する（日本では左側通行であるため、外回りが右回り、内回りが左回りに相当するが、右側通行であれば逆転する）。

## 鉄道の環状運転の例

### 日本国内
| 所在地          | 事業者・路線                       | 環状部のキロ程(km) | 運行形態   | 環状部の 循環方向 | 他系統の乗り入れ                                                      |
| --------------- | ---------------------------------- | ------------------ | ---------- | ----------------- | --------------------------------------------------------------------- |
| 北海道 札幌市   | 札幌市電                           | 8.9                | 完全環状型 | 両回り            | なし                                                                  |
| 千葉県 佐倉市   | 山万ユーカリが丘線                 | 3.1                | ラケット型 | 反時計回りのみ    | なし                                                                  |
| 千葉県 浦安市   | ディズニーリゾートライン           | 5.0                | 完全環状型 | 反時計回りのみ    | なし                                                                  |
| 東京都 区部     | JR東日本 山手線                    | 34.5               | 完全環状型 | 両回り            | なし                                                                  |
| 東京都 区部     | 都営地下鉄大江戸線                 | 27.8               | 6の字型    | 両回り            | なし                                                                  |
| 富山県 富山市   | 富山地方鉄道富山軌道線（3・6系統） | 3.5                | ラケット型 | 反時計回りのみ    | 他の系統（1・2・4・5系統）と一部区間を共用                            |
| 愛知県 名古屋市 | 名古屋市営地下鉄名城線             | 26.4               | 完全環状型 | 両回り            | 名港線直通列車が存在（金山 - 大曽根・ナゴヤドーム前矢田間に乗り入れ） |
| 大阪府 大阪市   | JR西日本 大阪環状線                | 21.7               | 完全環状型 | 両回り            | 桜島線・関西本線（大和路線）・阪和線・梅田貨物線との直通あり          |
| 兵庫県 神戸市   | 神戸新交通ポートアイランド線       | 3.6                | ラケット型 | 反時計回りのみ    | 三宮 - 市民広場間を神戸空港駅方面の系統も利用                         |
| 愛媛県 松山市   | 伊予鉄道松山市内線（1・2号線）     | 6.5                | ラケット型 | 両回り            | 他の系統（3・5・6号線）とも一部区間を共用                             |

注記
「運行形態」の欄は以下の通り記述する。
- 「完全環状型」：1本の環状線のみからなる形のもの。
- 「ラケット型」：「枝線部分 - 環状線部分 - 枝線部分」の形をしているもの。
- 「6の字型」：「枝線部分 - 環状線部分」の形をしているもの。枝線部分全線を運行した後環状線を1周した（あるいはその逆経路）時点で系統終了となる。

1. 1 2  運転系統としての山手線（一般に「山手線の列車」といった場合の運転）は環状運転を行っているが、線路名称としての山手線は品川 - 新宿 - 田端のみで、一周の環状線ではない。また、線路名称としての山手線に当たる区間には並行して貨物線が敷設されており、放射線から湘南新宿ラインや埼京線電車などが乗り入れる。
2. ↑  3系統は環状線部分のみ運行（ただし富山駅停留所が構造上スイッチバックとなるため、厳密には同系統もラケット型の運行である）。
3. ↑  大阪環状線は線路名称上もJR線路名称公告でも大阪駅を起点・終点とする完全な環状線であるが、事業基本計画や鉄道要覧では天王寺 - 大阪 - 新今宮間が大阪環状線で、関西本線と並行する今宮 - 新今宮 - 天王寺間のうち今宮 - 新今宮間が両線の重複区間、新今宮 - 天王寺間が関西本線となっている。また、複数の放射線から多数の列車が乗り入れる。大阪環状線も参照。
4. ↑  大阪環状線と大和路線・阪和線との直通系統については、「（大和路線・阪和線） - 天王寺 - （大阪環状線を一周） - 天王寺」という6の字運転を行っている列車もある。

かつては大阪市電、京都市電、名古屋市電、横浜市電、仙台市電、函館市電、西鉄福岡市内線などの路面電車でも環状運転を行っていた。環状運転を行っていた系統が路線廃止により一度消滅したものの、路線を再設置して完全環状型の環状運転を復活させている路面電車として、札幌市電と富山地方鉄道富山市内線がある（富山については一部ルートが異なる）。トロリーバスでは、横浜市営トロリーバスが完全環状線であったほか、川崎市営トロリーバスはラケット型の環状線での運行を実施していた。

### 日本国外
- シカゴ・Lオレンジライン・パープルライン・ブラウンライン（ループを経由）[1]
- モスクワ地下鉄環状線
- モスクワ中央環状線
- ロンドン地下鉄サークル線[2]
- グラスゴー地下鉄
- ソウル交通公社2号線[3]
- ソウル交通公社6号線 [1][4]
- 軽鉄 (香港)705線、706線
- 北京地下鉄2号線
- 北京地下鉄10号線
- 上海地下鉄4号線
- 広州地下鉄11号線
- 西安地下鉄8号線
- 成都軌道交通7号線
- 鄭州地下鉄5号線
- 重慶軌道交通環状線
- 台湾鉄路管理局環島之星
- マドリード地下鉄6号線
- バンクーバー・スカイトレインミレニアムライン[5]
- ベルリンSバーン環状線（リングバーン）[2]
- シドニー・シティレール[6]
- メルボルン・メトロ[7]
- KAIコミューターチカラン環状線